# Nemška Jugozahodna Afrika
Nemška Jugozahodna Afrika (nemško Deutsch-Südwestafrika, DSWA) je bila od 1884 do 1915 kolonija Nemškega cesarstva na območju današnje države Namibije. S površino 835.100 km² je bila 1,5-krat večja kot Nemško cesarstvo. Bila je edina nemška kolonija, v kateri se je naselilo precej Nemcev. 
Med prvo svetovno vojno so jo leta 1915 napadli zahodni zavezniki v sestavi južnoafriških in britanskih sil. Po vojni je njeno upravo prevzela Južnoafriška unija (del britanskega imperija), ozemlje jugozahodne Afrike je upravljalo Društvo narodov. Leta 1990 je postala neodvisna Namibija.

## Zgodnja naselja
Evropejci so dobili prvi stik z območji, ki so postala nemška kolonija, prek trgovcev in mornarjev januarja 1486, ko je portugalski raziskovalec Diogo Cão pristal na Cape Crossu, vendar so bili stiki več naslednjih stoletij omejeni in začasni. Februarja 1805 je londonska misijonska družba ustanovila majhen misijon v Blydeverwachtu, a njena prizadevanja niso bila posebej uspešna. Leta 1840 je prenesla vse svoje dejavnosti na nemško rensko misijonsko družbo. Prva predstavnika te organizacije sta bila Franz Heinrich Kleinschmidt (ki je prišel oktobra 1842) in Carl Hugo Hahn (ki je prišel decembra 1842). Po vsem ozemlju sta začela ustanavljati cerkve. Renski misijonarji so zelo vplivali na kulturo in obleko že na začetku, pozneje pa še na politiko. Takrat so tudi trgovci in kmetje ustanavljali oporišča.

## Zgodnja zgodovina
16. novembra 1882 je nemški trgovec iz Bremna Adolf Lüderitz od kanclerja Bismarcka zahteval zavarovanje za postajo, ki jo je načrtoval zgraditi v jugozahodni Afriki. Ko je bilo odobreno, je njegov delavec Heinrich Vogelsang kupil zemljišče od lokalnega poglavarja in ustanovil mesto Angra Pequena, ki se je pozneje preimenovalo v Lüderitz. Od 24. aprila 1884 je bilo območje pod zaščito Nemškega cesarstva in s tem onemogočeno britansko vtikanje. Na začetku leta 1884 je majhna bojna ladja Nautilus pregledala stanje. Ugodno poročilo vlade in privolitev Britancev sta omogočila obisk ladje Leipzig in Elizabeth. Nemška zastava je v Jugozahodni Afriki končno zaplapolala 7. avgusta 1884. Nemške pravice do teh zemljišč so bile potrjene na konferenci v Berlinu. Oktobra je postal novoimenovani komisar za zahodno Afriko Gustav Nachtigal, ki je prispel na ladji Möwe.  
Aprila 1885 je bila nemška kolonialna družba za JZ Afriko (Deutsche Kolonialgesellschaft für Südwest-Afrika, DKGSWA) ustanovljena s pomočjo nemških bankirjev (Gerson von Bleichröder, Adolph von Hansemann), industrialcev (grof Guido Henckel von Donnersmarck) in politikov (frankfurtski župan Johannes von Miquel). Družbi je bila dodeljena monopolna pravica za izkoriščanje mineralnih surovin. Kmalu je kupila premoženje neuspešnega Lüderitzovega podjetja. Leta 1908 so odkrili diamante. Skupaj z zlatom, bakrom, platino in drugimi minerali so diamanti postali velika naložba. Prvi kolonialni cilj je bil preseliti domorodna ljudstva z njihovih zemljišč zaradi nemških naseljencev in tudi vira surovin in trga nemških industrijskih izdelkov. 
Lüderitz se je utopil leta 1886 med odpravo k reki Oranje. Družba je kupila vsa Lüderitzova zemljišča in rudarske pravice, sledeč Bismarckovi politiki, da je treba najprej uporabiti zasebna in ne javna sredstva za razvoj kolonije. Maja je bil Heinrich Ernst Göring imenovan za komisarja s sedežem uprave v Otjimbingweju. 17. aprila 1886 je bil sprejet zakon o pravnem sistemu kolonije, ki je ustvaril dvojni sistem: zakone za Evropejce in drugačne zakone za domačine. 
V naslednjih nekaj letih so se odnosi med Nemci in avtohtonimi prebivalci še naprej slabšali. Poleg tega so Britanci zasedli naselje Walvis Bay, prišli pa so tudi številni mali kmetje in misijonarji. Zapletena mreža pogodb, sporazumov in krvnega maščevanja je povečala nemir v prostoru. Leta 1888 je prispela prva skupina kolonialnih vojakov protektorata (Schutztruppen) (poslani so bili na skrivaj), da zaščiti oporišče v Otjimbingweju. Skupino so sestavljali dva policista, pet podčastnikov in 20 črnih vojakov.
Do konca leta je bil nemški komisar Heinrich Ernst Göring po neuspešnih pogajanjih z lokalnim plemenom prisiljen pobegniti v Walvis Bay. Prav tako je bila v poznih 1880-ih jugozahodna afriška družba (SWAC) skoraj v stečaju in je morala prositi Bismarcka za pomoč in dodatne vojake. Leta 1890 je bila kolonija razglašena za kronsko kolonijo in poslani so bili dodatni vojaki.  Hkrati se je kolonija razširila na Caprivijev pas na severovzhodu, ki je obljubljal nove trgovske poti. To ozemlje je bilo pridobljeno s pogodbo Heligoland-Zanzibar med Britanijo in Nemčijo. 
Skoraj istočasno, od avgusta do septembra 1892, so nemška, britanska vlada in vlada Kapske kolonije ustanovile Južnoafriško družbo (South West Africa Company, Ltd (SWAC), ki so jo podprli finančniki za dvig kapitalskih zahtev za večje izkoriščanje mineralov (natančneje, bakrovih nahajališč v Damaralandu).
Nemška jugozahodna Afrika je bila edina nemška kolonija, v kateri se je naselilo veliko Nemcev. Nemški naseljenci so v koloniji našli gospodarske možnosti v diamantnih in bakrovih rudnikih in zlasti v kmetijstvu. Leta 1902 je imela kolonija 200.000 prebivalcev, od tega le 2595 Nemcev, 1354 je bilo Afrikanerjev in 452 Britancev. Leta 1914 je prišlo še 9000 nemških naseljencev. Okoli 80.000 je bilo Hererov, 60.000 Ovambov in 10.000 Namov, ki so jih zaničljivo imenovali Hotentoti.

## Upor proti nemški vladavini in genocid nad Hereri in Nami
V letih 1893 in 1894 so se začeli prvi upori Namov, ki jih je vodil Hendrik Witbooi. V naslednjih letih je bilo veliko novih lokalnih vstaj proti nemški upravi. Pred začetkom genocida nad Hereri in Nami med letoma 1904 in 1907 so imeli dobre razloge za nezaupanje Nemcem, kar je povzročilo upor Khaua-Mbandjeru. Nemci so skušali nadzirati območje Khaua z izkoriščanjem premoženja, umetno uvedbo evropskih pravnih norm, povezanih z lastništvom nepremičnin, in leta 1904 je izbruhnil največji upor, hererske vojne (tudi genocid Hererov) .
Samotne kmetije so bile napadene, približno 150 nemških naseljencev je bilo ubitih. Kolonialne nemške sile s samo 766 vojaki in avtohtonimi pomožnimi silami se sprva niso borili. Hereri so napadli, obkolili Okahandjo in Windhoek in uničili železniški most do Osona. Iz Nemčije je prišlo dodatnih 14.000 vojakov pod vodstvom generalpodpolkovnika Lotharja von Trotha in v bitki za Waterberg so zatrli upor.
Prej je von Trotha izdal ultimat, da Hererom odreka pravico do nemških predmetov in odredil, naj zapustijo državo ali pa bodo ubiti. Nekateri Hereri so se umaknili v brezvodno regijo Omaheke, zahodni krak puščave Kalahari, kjer so mnogi umrli od žeje. Nemške sile so varovale vsak vodni vir in so imeli ukaz, da streljajo na vsakega pripadnika Hererov, odraslega ali otroka. Le nekaj Hererom je uspelo pobegniti na sosednje britansko ozemlje. 
Konec leta 1904 so Nami začeli boj proti kolonialni oblasti pod vodstvom voditeljev Hendrika Witbooia in Jakobusa Morenga, slednjega pogosto imenujejo "črni Napoleon". Ta upor je bil na koncu zatrt med letoma 1907 in 1908, umrlo je skupno med 25.000 in 100.000 Hererov in več kot 10.000 Namov in 1749 Nemcev.
Po uradnem koncu so bili domačini, ko so jih končno izpustili iz pripora, žrtve politike razlaščanja, izgnanstva, prisilnega dela, rasnega zapostavljanja in razlikovanja v sistemu, ki je v marsičem spominjal na apartheid. Genocid je še vedno veljal za domačine v samostojni Namibiji in odnosih z Nemčijo.  
Nemci so imeli med vojno proti Hererom in Namom v koloniji številna koncentracijska taborišča. Avtohtone prebivalce so pošiljali tudi na druge kraje. Med njimi so bila zasebna podjetja in vladni projekti,  ladje na morju.  Poveljstvo (Etappenkommando) je bilo odgovorno za oskrbo zapornikov podjetjem, zasebnikom itd., ter tudi za ves drug material. Koncentracijska taborišča so imela slabe sanitarije, zaradi veliko ljudi so grozile bolezni. Zapornike so obravnavali kot sužnje v rudnikih, pri gradnji železnice, v vojski ali pri naseljencih. 
Genocid nad Hereri in Nami so obtožili Združeni narodi in Zvezna republika Nemčije. Ob 100. obletnici ustanovitve kampa se je nemški minister za gospodarski razvoj in sodelovanje Heidemarie Wieczorek-Zeul spominjal mrtvih na kraju samem in se v imenu Nemčije opravičil za taborišče. 

## Prva svetovna vojna
Med prvo svetovno vojno so južnoafriške čete 13. septembra 1914 začele napad na policijsko postajo Ramansdrift. Nemški naseljenci so bili prepeljani v taborišča blizu Pretorie in nato v Pietermaritzburg. Zaradi velike premoči južnoafriških vojakov so imele nemške sile skupaj s skupinami afrikanskih prostovoljcev, ki so se borili v uporu Maritz na nemški strani, na voljo le taktiko zavlačevanja. 9. julija 1915 je Victor Franke, zadnji poveljnik nemških kolonialnih sil, kapituliral v bližini Khoraba.
Dva člana kolonialnih varnostnih sil, profesor geografije Fritz Jaeger in Leo Waibel, znana po svojih raziskavah o severnem delu Nemške Jugozahodne Afrike, sta objavila knjigo Prispevki za geografijo jugozahodne Afrike (Beiträge zur Landeskunde von Südwestafrika). 
Po vojni je bilo območje pod nadzorom Britanije, nato pa Društva narodov. Leta 1990 se je nekdanja kolonija osamosvojila kot Namibija, ki so jo vodili nekdanji člani osvobodilnega gibanja SWAPO.

## Nemška zapuščina
V državi je še veliko nemških imen, zgradb in podjetij, okoli 30.000 ljudi nemškega rodu še vedno živi v njej. Nemščina se še vedno pogosto uporablja, Namibijska radijska družba (Broadcasting Corporation) oddaja tudi v nemškem jeziku, dnevni časopis Allgemeine Zeitung, ustanovljen leta 1916, še vedno izhaja.

## Druga literatura
- Schnee, Dr.Heinrich, (former Governor of German East Africa), German Colonisation, Past and Future – The Truth about the German Colonies, George Allen & Unwin, London, 1926.
- Bullock, A.L.C., Germany's Colonial Demands, Oxford University Press, 1939.
- Hillebrand, Werner. "'Certain uncertainties', or venturing progressively into colonial apologetics?" Journal of Namibian Studies, 1. 2007. pp. 73–95. Online Arhivirano 2012-04-26 na Wayback Machine.. Accessed 17 December 2011.
- Historicus Africanus: "Der 1. Weltkrieg in Deutsch-Südwestafrik 1914/15", Band I, Windhoek 2012, ISBN 978-99916-872-1-6
- Historicus Africanus: "Der 1. Weltkrieg in Deutsch-Südwestafrika 1914/15", Band II, "Naulila", Windhoek 2012, ISBN 978-99916-872-3-0
- Historicus Africanus. "Der 1. Weltkrieg in Deutsch-Südwestafrika 1914/15", Band III, "Kämpfe im Süden", Windhoek 2014, ISBN 978-99916-872-8-5
- Erich von Schauroth: "Liebes Väterchen...", Briefe aus dem Namaaufstand 1905–06, Windhoek 2008, ISBN 978-99945-68-29-1
- Karl Waldeck: "Gut und Blut für unsern Kaiser...", Windhoek 2010, ISBN 978-99945-71-55-0